# Angelos Vlachopoulos
Angelos Vlachopoulos (em grego:  Άγγελος Βλαχόπουλος; Salonica, 28 de setembro de 1991) é um jogador de polo aquático grego.

## Carreira
Vlachopoulos foi medalhista de bronze no Campeonato Mundial de Cazã, em 2015. No ano seguinte integrou o elenco da Seleção Grega de Polo Aquático que ficou em sexto lugar nos Jogos Olímpicos do Rio de Janeiro.